# Élections cantonales de 2011 dans le Calvados
Les élections cantonales ont eu lieu les 20 et 27 mars 2011.

## Contexte départemental

### Assemblée départementale sortante
Avant les élections, le conseil général du Calvados est présidé par Anne d'Ornano (DVD). Il comprend 49 conseillers généraux issus des 49 cantons du Calvados. 23 d'entre eux sont renouvelables lors de ces élections. 
| Parti                             | Sigle | Élus |
| --------------------------------- | ----- | ---- |
| Majorité (28 sièges)              |       |      |
| Divers droite                     | DVD   | 16   |
| Union pour un mouvement populaire | UMP   | 6    |
| Mouvement démocrate               | MoDem | 3    |
| Nouveau Centre                    | NC    | 3    |
| Opposition (21 sièges)            |       |      |
| Parti socialiste                  | PS    | 17   |
| Parti radical de gauche           | PRG   | 4    |
| Président du Conseil général      |       |      |
| Anne d'Ornano (DVD)               |       |      |

## Résultats à l'échelle du département

### Résultats en nombre de sièges
| Parti | Sièges mis en jeu | Élus | Évolution |
| ----- | ----------------- | ---- | --------- |
| PS    | 9                 | 9    | =         |
| DVD   | 6                 | 8    | +2        |
| UMP   | 4                 | 3    | -1        |
| NC    | 3                 | 3    | =         |
| PRG   | 1                 | 0    | -1        |

### Assemblée départementale à l'issue des élections
| Parti                             | Sigle | Élus |
| --------------------------------- | ----- | ---- |
| Majorité (29 sièges)              |       |      |
| Divers droite                     | DVD   | 18   |
| Union pour un mouvement populaire | UMP   | 5    |
| Mouvement Démocrate               | MoDem | 3    |
| Nouveau Centre                    | NC    | 3    |
| Opposition (20 sièges)            |       |      |
| Parti socialiste                  | PS    | 17   |
| Parti radical de gauche           | PRG   | 3    |
| Président du Conseil général      |       |      |
| Jean-Léonce Dupont (NC)           |       |      |

## Résultats par canton

### Canton d'Aunay-sur-Odon
| Candidats      | Candidats       | Étiquette      | Premier tour | Premier tour | Second tour | Second tour |
| Candidats      | Candidats       | Étiquette      | Voix         | %            | Voix        | %           |
| -------------- | --------------- | -------------- | ------------ | ------------ | ----------- | ----------- |
|                | Claude Hamelin* | DVD            | 1 248        | 46,19        | 1 537       | 57,67       |
|                | Jacques Leblond | PS             | 640          | 23,69        | 1 128       | 42,33       |
|                | Denis Derdos    | FN             | 567          | 20,98        |             |             |
|                | Bruno Caër      | PRG            | 247          | 9,14         |             |             |
|                |                 |                |              |              |             |             |
| Inscrits       | Inscrits        | Inscrits       | 6 227        | 100,00       | 6 227       | 100,00      |
| Abstentions    | Abstentions     | Abstentions    | 3 422        | 54,83        | 3 388       | 54,41       |
| Votants        | Votants         | Votants        | 2 813        | 45,17        | 2 839       | 45,59       |
| Blancs et nuls | Blancs et nuls  | Blancs et nuls | 111          | 3,95         | 174         | 6,13        |
| Exprimés       | Exprimés        | Exprimés       | 2 702        | 96,05        | 2 665       | 93,87       |

*sortant

### Canton de Balleroy
| Candidats      | Candidats          | Étiquette      | Premier tour | Premier tour | Second tour | Second tour |
| Candidats      | Candidats          | Étiquette      | Voix         | %            | Voix        | %           |
| -------------- | ------------------ | -------------- | ------------ | ------------ | ----------- | ----------- |
|                | Michel Granger*    | DVD            | 1 318        | 37,88        | 1 627       | 50,94       |
|                | Denis Marie        | SE             | 681          | 19,57        | 1 567       | 49,06       |
|                | Nathalie Ferrand   | PS             | 640          | 18,40        |             |             |
|                | Patrice Hauteville | FN             | 454          | 13,05        |             |             |
|                | Pascal Rogue       | EÉLV           | 318          | 9,14         |             |             |
|                | Henri Ferey        | PDF            | 49           | 1,41         |             |             |
|                | Rodrigue Hérils    | LN             | 19           | 0,55         |             |             |
|                |                    |                |              |              |             |             |
| Inscrits       | Inscrits           | Inscrits       | 7 802        | 100,00       | 7 802       | 100,00      |
| Abstentions    | Abstentions        | Abstentions    | 4 246        | 54,42        | 4 358       | 55,86       |
| Votants        | Votants            | Votants        | 3 556        | 45,58        | 3 444       | 44,14       |
| Blancs et nuls | Blancs et nuls     | Blancs et nuls | 77           | 2,17         | 250         | 7,26        |
| Exprimés       | Exprimés           | Exprimés       | 3 479        | 97,83        | 3 194       | 92,74       |

*sortant

### Canton de Bayeux
| Candidats      | Candidats              | Étiquette      | Premier tour | Premier tour | Second tour | Second tour |
| Candidats      | Candidats              | Étiquette      | Voix         | %            | Voix        | %           |
| -------------- | ---------------------- | -------------- | ------------ | ------------ | ----------- | ----------- |
|                | Jean-Léonce Dupont*    | NC             | 2 882        | 42,82        | 3 969       | 57,56       |
|                | Dominique Régeard      | PS             | 1 694        | 25,17        | 2 927       | 42,44       |
|                | Philippe Chapron       | FN             | 968          | 14,38        |             |             |
|                | Patrick Barateau       | EÉLV           | 698          | 10,37        |             |             |
|                | Guillaume Gautier-Lair | DVD            | 271          | 4,03         |             |             |
|                | Guillaume Dauxais      | FG (FASE)      | 218          | 3,24         |             |             |
|                |                        |                |              |              |             |             |
| Inscrits       | Inscrits               | Inscrits       | 14 461       | 100,00       | 14 462      | 100,00      |
| Abstentions    | Abstentions            | Abstentions    | 7 605        | 52,59        | 7 268       | 50,26       |
| Votants        | Votants                | Votants        | 6 856        | 47,41        | 7 194       | 49,74       |
| Blancs et nuls | Blancs et nuls         | Blancs et nuls | 125          | 1,82         | 298         | 4,14        |
| Exprimés       | Exprimés               | Exprimés       | 6 731        | 98,18        | 6 896       | 95,86       |

*sortant

### Canton du Bény-Bocage
| Candidats      | Candidats          | Étiquette      | Premier tour | Premier tour |
| Candidats      | Candidats          | Étiquette      | Voix         | %            |
| -------------- | ------------------ | -------------- | ------------ | ------------ |
|                | Alain Declomesnil* | DVD            | 2 238        | 70,62        |
|                | Jean-Pierre Raoult | PS             | 547          | 17,26        |
|                | Laurent Decker     | EÉLV           | 242          | 7,64         |
|                | Gérard Leroy       | NPA            | 142          | 4,48         |
|                |                    |                |              |              |
| Inscrits       | Inscrits           | Inscrits       | 6 288        | 100,00       |
| Abstentions    | Abstentions        | Abstentions    | 3 021        | 48,04        |
| Votants        | Votants            | Votants        | 3 267        | 51,96        |
| Blancs et nuls | Blancs et nuls     | Blancs et nuls | 98           | 3,00         |
| Exprimés       | Exprimés           | Exprimés       | 3 169        | 97,00        |

*sortant

### Canton de Bourguébus
| Candidats      | Candidats        | Étiquette      | Premier tour | Premier tour | Second tour | Second tour |
| Candidats      | Candidats        | Étiquette      | Voix         | %            | Voix        | %           |
| -------------- | ---------------- | -------------- | ------------ | ------------ | ----------- | ----------- |
|                | Marc Bourbon     | PS             | 2 864        | 41,45        | 4 704       | 65,83       |
|                | Béatrice Bonneau | DVD            | 1 833        | 26,53        | 2 442       | 34,17       |
|                | Xavier Pichon    | PRG            | 1 112        | 16,09        |             |             |
|                | Jacques Hébert   | EÉLV           | 688          | 9,96         |             |             |
|                | Viviane Boufrou  | FG (PG)        | 413          | 5,98         |             |             |
|                |                  |                |              |              |             |             |
| Inscrits       | Inscrits         | Inscrits       | 16 893       | 100,00       | 16 900      | 100,00      |
| Abstentions    | Abstentions      | Abstentions    | 9 670        | 57,24        | 9 328       | 55,20       |
| Votants        | Votants          | Votants        | 7 223        | 42,76        | 7 572       | 44,80       |
| Blancs et nuls | Blancs et nuls   | Blancs et nuls | 313          | 4,33         | 426         | 5,63        |
| Exprimés       | Exprimés         | Exprimés       | 6 910        | 95,67        | 7 146       | 94,37       |

### Canton de Bretteville-sur-Laize
| Candidats      | Candidats          | Étiquette      | Premier tour | Premier tour | Second tour | Second tour |
| Candidats      | Candidats          | Étiquette      | Voix         | %            | Voix        | %           |
| -------------- | ------------------ | -------------- | ------------ | ------------ | ----------- | ----------- |
|                | Jacky Lehugeur*    | PS             | 1 988        | 41,55        | 2 984       | 64,49       |
|                | François Besnard   | MoDem          | 1 125        | 23,51        | 1 643       | 35,51       |
|                | Albert Vouillemont | FN             | 911          | 19,04        |             |             |
|                | Sibylle Aznar      | EÉLV           | 474          | 9,91         |             |             |
|                | Allan Bertu        | FG (PCF)       | 287          | 6,00         |             |             |
|                |                    |                |              |              |             |             |
| Inscrits       | Inscrits           | Inscrits       | 10 450       | 100,00       | 10 448      | 100,00      |
| Abstentions    | Abstentions        | Abstentions    | 5 527        | 52,89        | 5 500       | 52,64       |
| Votants        | Votants            | Votants        | 4 923        | 47,11        | 4 948       | 47,36       |
| Blancs et nuls | Blancs et nuls     | Blancs et nuls | 138          | 2,80         | 321         | 6,49        |
| Exprimés       | Exprimés           | Exprimés       | 4 725        | 97,20        | 4 627       | 93,51       |

*sortant

### Canton de Caen-1
| Candidats      | Candidats          | Étiquette      | Premier tour | Premier tour | Second tour | Second tour |
| Candidats      | Candidats          | Étiquette      | Voix         | %            | Voix        | %           |
| -------------- | ------------------ | -------------- | ------------ | ------------ | ----------- | ----------- |
|                | Luc Duncombe*      | UMP-PR         | 1 538        | 32,63        | 2 410       | 46,44       |
|                | Jean Lemarié       | PS             | 1 522        | 32,29        | 2 779       | 53,56       |
|                | Rudy L'Orphelin    | EÉLV           | 710          | 15,06        |             |             |
|                | Christian Nelle    | MoDem          | 333          | 7,07         |             |             |
|                | Xavier Le Coutour  | PRG            | 327          | 6,94         |             |             |
|                | Corentin Bertemont | FG (PCF)       | 159          | 3,37         |             |             |
|                | Pascal Blanchetier | MRC            | 66           | 1,40         |             |             |
|                | Guy Guerrin        | LN             | 58           | 1,23         |             |             |
|                |                    |                |              |              |             |             |
| Inscrits       | Inscrits           | Inscrits       | 11 064       | 100,00       | 11 064      | 100,00      |
| Abstentions    | Abstentions        | Abstentions    | 6 245        | 56,44        | 5 688       | 51,41       |
| Votants        | Votants            | Votants        | 4 819        | 43,56        | 5 376       | 48,59       |
| Blancs et nuls | Blancs et nuls     | Blancs et nuls | 106          | 2,20         | 187         | 3,48        |
| Exprimés       | Exprimés           | Exprimés       | 4 713        | 97,80        | 5 189       | 96,52       |

*sortant

### Canton de Caen-3
| Candidats      | Candidats           | Étiquette      | Premier tour | Premier tour | Second tour | Second tour |
| Candidats      | Candidats           | Étiquette      | Voix         | %            | Voix        | %           |
| -------------- | ------------------- | -------------- | ------------ | ------------ | ----------- | ----------- |
|                | Sonia de la Provôté | NC             | 1 294        | 30,99        | 2 274       | 50,27       |
|                | Jean Notari*        | PS             | 1 251        | 29,96        | 2 250       | 49,73       |
|                | Nicolas Joyau       | MoDem          | 607          | 14,54        |             |             |
|                | Thomas Mazière      | EÉLV           | 596          | 14,27        |             |             |
|                | Hervé Laporte       | SE             | 170          | 4,07         |             |             |
|                | Lucie Hébert        | FG (PCF)       | 168          | 4,02         |             |             |
|                | Étienne Adam        | DVG            | 90           | 2,16         |             |             |
|                |                     |                |              |              |             |             |
| Inscrits       | Inscrits            | Inscrits       | 11 188       | 100,00       | 11 188      | 100,00      |
| Abstentions    | Abstentions         | Abstentions    | 6 910        | 61,76        | 6 475       | 57,87       |
| Votants        | Votants             | Votants        | 4 278        | 38,24        | 4 713       | 42,13       |
| Blancs et nuls | Blancs et nuls      | Blancs et nuls | 102          | 2,38         | 189         | 4,01        |
| Exprimés       | Exprimés            | Exprimés       | 4 176        | 97,62        | 4 524       | 95,99       |

*sortant

### Canton de Caen-4
| Candidats      | Candidats       | Étiquette      | Premier tour | Premier tour | Second tour | Second tour |
| Candidats      | Candidats       | Étiquette      | Voix         | %            | Voix        | %           |
| -------------- | --------------- | -------------- | ------------ | ------------ | ----------- | ----------- |
|                | Antoine Casini* | PS             | 1 186        | 43,86        | 1 660       | 60,19       |
|                | Patrice Michard | MoDem          | 494          | 18,27        | 1 098       | 39,81       |
|                | Ludwig Willaume | DVD            | 481          | 17,79        |             |             |
|                | Colette Gissot  | EÉLV           | 379          | 14,02        |             |             |
|                | Lilian Bellet   | FG (PCF)       | 125          | 4,62         |             |             |
|                | Denis Lemercier | DVG            | 39           | 1,44         |             |             |
|                |                 |                |              |              |             |             |
| Inscrits       | Inscrits        | Inscrits       | 6 697        | 100,00       | 6 697       | 100,00      |
| Abstentions    | Abstentions     | Abstentions    | 3 915        | 58,46        | 3 837       | 57,29       |
| Votants        | Votants         | Votants        | 2 782        | 41,54        | 2 860       | 42,71       |
| Blancs et nuls | Blancs et nuls  | Blancs et nuls | 78           | 2,80         | 102         | 3,57        |
| Exprimés       | Exprimés        | Exprimés       | 2 704        | 97,20        | 2 758       | 96,43       |

*sortant

### Canton de Caen-5
| Candidats      | Candidats            | Étiquette      | Premier tour | Premier tour | Second tour | Second tour |
| Candidats      | Candidats            | Étiquette      | Voix         | %            | Voix        | %           |
| -------------- | -------------------- | -------------- | ------------ | ------------ | ----------- | ----------- |
|                | Sylviane Lepoittevin | MoDem          | 1 477        | 39,01        | 1 871       | 44,54       |
|                | Thierry Legouix      | PS             | 1 127        | 29,77        | 2 330       | 55,46       |
|                | Raphaël Yem          | EÉLV           | 714          | 18,86        |             |             |
|                | Laurence Touroult    | FG (PCF)       | 179          | 4,73         |             |             |
|                | Driss Anhichem       | MRC            | 118          | 3,12         |             |             |
|                | Patrick Arz          | NPA            | 117          | 3,09         |             |             |
|                | Georges Marchand     | DVG            | 54           | 1,43         |             |             |
|                |                      |                |              |              |             |             |
| Inscrits       | Inscrits             | Inscrits       | 10 002       | 100,00       | 10 002      | 100,00      |
| Abstentions    | Abstentions          | Abstentions    | 6 110        | 61,09        | 5 664       | 56,63       |
| Votants        | Votants              | Votants        | 3 892        | 38,91        | 4 338       | 43,37       |
| Blancs et nuls | Blancs et nuls       | Blancs et nuls | 106          | 2,72         | 137         | 3,16        |
| Exprimés       | Exprimés             | Exprimés       | 3 786        | 97,28        | 4 201       | 96,84       |

### Canton de Caen-10
| Candidats      | Candidats                     | Étiquette      | Premier tour | Premier tour | Second tour | Second tour |
| Candidats      | Candidats                     | Étiquette      | Voix         | %            | Voix        | %           |
| -------------- | ----------------------------- | -------------- | ------------ | ------------ | ----------- | ----------- |
|                | Raymond Slama*                | PS             | 1 584        | 27,58        | 3 246       | 58,64       |
|                | Philippe Lailler              | MoDem          | 1 314        | 22,88        | 2 289       | 41,36       |
|                | Alain Gruénais                | EÉLV           | 1 291        | 22,48        |             |             |
|                | Christophe Mal                | FN             | 800          | 13,93        |             |             |
|                | Béatrice Majza                | UMP            | 338          | 5,88         |             |             |
|                | Sylvie Relland                | FG (PCF)       | 258          | 4,49         |             |             |
|                | Guy Lebas                     | PDF            | 100          | 1,74         |             |             |
|                | Jacqueline Tancelin-Goueslard | DVG            | 59           | 1,03         |             |             |
|                |                               |                |              |              |             |             |
| Inscrits       | Inscrits                      | Inscrits       | 14 357       | 100,00       | 14 356      | 100,00      |
| Abstentions    | Abstentions                   | Abstentions    | 8 474        | 59,02        | 8 349       | 58,16       |
| Votants        | Votants                       | Votants        | 5 883        | 40,98        | 6 007       | 41,84       |
| Blancs et nuls | Blancs et nuls                | Blancs et nuls | 139          | 2,36         | 472         | 7,86        |
| Exprimés       | Exprimés                      | Exprimés       | 5 744        | 97,64        | 5 535       | 92,14       |

*sortant

### Canton de Cambremer
| Candidats      | Candidats         | Étiquette      | Premier tour | Premier tour | Second tour | Second tour |
| Candidats      | Candidats         | Étiquette      | Voix         | %            | Voix        | %           |
| -------------- | ----------------- | -------------- | ------------ | ------------ | ----------- | ----------- |
|                | Xavier Charles    | DVD            | 696          | 35,26        | 1 126       | 58,65       |
|                | Yves Jacob        | DVD            | 495          | 25,08        | 794         | 41,35       |
|                | Julien Hermilly   | EÉLV           | 231          | 11,70        |             |             |
|                | Guy Marnoni       | FN             | 220          | 11,14        |             |             |
|                | Christian Blouet  | FG (PCF)       | 186          | 9,42         |             |             |
|                | Jean-Paul Poulain | SE             | 136          | 6,89         |             |             |
|                | Joël Goulet       | LN             | 10           | 0,51         |             |             |
|                |                   |                |              |              |             |             |
| Inscrits       | Inscrits          | Inscrits       | 3 874        | 100,00       | 3 874       | 100,00      |
| Abstentions    | Abstentions       | Abstentions    | 1 868        | 48,22        | 1 800       | 46,46       |
| Votants        | Votants           | Votants        | 2 006        | 51,78        | 2 074       | 53,54       |
| Blancs et nuls | Blancs et nuls    | Blancs et nuls | 32           | 1,60         | 154         | 7,43        |
| Exprimés       | Exprimés          | Exprimés       | 1 974        | 98,40        | 1 920       | 92,57       |

### Canton de Caumont-l'Éventé
| Candidats      | Candidats            | Étiquette      | Premier tour | Premier tour | Second tour | Second tour |
| Candidats      | Candidats            | Étiquette      | Voix         | %            | Voix        | %           |
| -------------- | -------------------- | -------------- | ------------ | ------------ | ----------- | ----------- |
|                | Sylvie Lenourrichel* | DVD            | 878          | 42,19        | 1 238       | 64,11       |
|                | Thierry Lecrès       | PS             | 523          | 25,13        | 693         | 35,89       |
|                | Jean Renault         | FN             | 424          | 20,37        |             |             |
|                | Sylvie Hue           | SE             | 256          | 12,30        |             |             |
|                |                      |                |              |              |             |             |
| Inscrits       | Inscrits             | Inscrits       | 4 523        | 100,00       | 4 520       | 100,00      |
| Abstentions    | Abstentions          | Abstentions    | 2 408        | 53,24        | 2 479       | 54,85       |
| Votants        | Votants              | Votants        | 2 115        | 46,76        | 2 041       | 45,15       |
| Blancs et nuls | Blancs et nuls       | Blancs et nuls | 34           | 1,61         | 110         | 5,39        |
| Exprimés       | Exprimés             | Exprimés       | 2 081        | 98,39        | 1 931       | 94,61       |

### Canton de Condé-sur-Noireau
| Candidats      | Candidats               | Étiquette      | Premier tour | Premier tour |
| Candidats      | Candidats               | Étiquette      | Voix         | %            |
| -------------- | ----------------------- | -------------- | ------------ | ------------ |
|                | Pascal Allizard*        | SE             | 1 641        | 52,46        |
|                | François Machado        | PS             | 899          | 28,74        |
|                | Marie-Françoise Leboeuf | FN             | 588          | 18,80        |
|                |                         |                |              |              |
| Inscrits       | Inscrits                | Inscrits       | 5 897        | 100,00       |
| Abstentions    | Abstentions             | Abstentions    | 2 652        | 44,97        |
| Votants        | Votants                 | Votants        | 3 245        | 55,03        |
| Blancs et nuls | Blancs et nuls          | Blancs et nuls | 117          | 3,61         |
| Exprimés       | Exprimés                | Exprimés       | 3 128        | 96,39        |

### Canton de Creully
| Candidats      | Candidats            | Étiquette      | Premier tour | Premier tour | Second tour | Second tour |
| Candidats      | Candidats            | Étiquette      | Voix         | %            | Voix        | %           |
| -------------- | -------------------- | -------------- | ------------ | ------------ | ----------- | ----------- |
|                | Jean-Pierre Lavisse* | PS             | 2 775        | 36,90        | 4 158       | 52,50       |
|                | Frédéric Pouille     | UMP            | 2 663        | 35,41        | 3 762       | 47,50       |
|                | Joseph Letondot      | FN             | 893          | 11,87        |             |             |
|                | Stéphanie Derobert   | EÉLV           | 873          | 11,61        |             |             |
|                | Jean-Pierre Rouzière | FG (PCF)       | 317          | 4,21         |             |             |
|                |                      |                |              |              |             |             |
| Inscrits       | Inscrits             | Inscrits       | 15 954       | 100,00       | 15 950      | 100,00      |
| Abstentions    | Abstentions          | Abstentions    | 8 295        | 51,99        | 7 688       | 48,20       |
| Votants        | Votants              | Votants        | 7 659        | 48,01        | 8 262       | 51,80       |
| Blancs et nuls | Blancs et nuls       | Blancs et nuls | 138          | 1,80         | 342         | 4,14        |
| Exprimés       | Exprimés             | Exprimés       | 7 521        | 98,20        | 7 920       | 95,86       |

*sortant

### Canton de Dozulé
| Candidats      | Candidats          | Étiquette      | Premier tour | Premier tour | Second tour | Second tour |
| Candidats      | Candidats          | Étiquette      | Voix         | %            | Voix        | %           |
| -------------- | ------------------ | -------------- | ------------ | ------------ | ----------- | ----------- |
|                | Pierre Mouraret    | FG (PCF)       | 2 258        | 40,91        | 2 946       | 49,26       |
|                | Olivier Colin*     | SE             | 2 063        | 37,37        | 3 035       | 50,74       |
|                | René Moine         | FN             | 783          | 14,18        |             |             |
|                | Guillaume Langlais | MoDem          | 311          | 5,63         |             |             |
|                | Éric Pinel         | PDF            | 60           | 1,09         |             |             |
|                | Nicolas Tillard    | MRC            | 45           | 0,82         |             |             |
|                |                    |                |              |              |             |             |
| Inscrits       | Inscrits           | Inscrits       | 11 729       | 100,00       | 11 706      | 100,00      |
| Abstentions    | Abstentions        | Abstentions    | 5 961        | 50,82        | 5 460       | 46,64       |
| Votants        | Votants            | Votants        | 5 768        | 49,18        | 6 246       | 53,36       |
| Blancs et nuls | Blancs et nuls     | Blancs et nuls | 248          | 4,30         | 265         | 4,24        |
| Exprimés       | Exprimés           | Exprimés       | 5 520        | 95,70        | 5 981       | 95,76       |

*sortant

### Canton de Falaise-Nord
| Candidats      | Candidats         | Étiquette      | Premier tour | Premier tour | Second tour | Second tour |
| Candidats      | Candidats         | Étiquette      | Voix         | %            | Voix        | %           |
| -------------- | ----------------- | -------------- | ------------ | ------------ | ----------- | ----------- |
|                | Guy Bailliart*    | PS             | 1 788        | 46,84        | 2 348       | 63,46       |
|                | Pierre Livic      | DVD            | 1 005        | 26,33        | 1 352       | 36,54       |
|                | Denis Lelièvre    | FN             | 732          | 19,18        |             |             |
|                | Jean-Luc Lemarois | FG (PCF)       | 292          | 7,65         |             |             |
|                |                   |                |              |              |             |             |
| Inscrits       | Inscrits          | Inscrits       | 8 169        | 100,00       | 8 170       | 100,00      |
| Abstentions    | Abstentions       | Abstentions    | 4 220        | 51,66        | 4 201       | 51,42       |
| Votants        | Votants           | Votants        | 3 949        | 48,34        | 3 969       | 48,58       |
| Blancs et nuls | Blancs et nuls    | Blancs et nuls | 132          | 3,34         | 269         | 6,78        |
| Exprimés       | Exprimés          | Exprimés       | 3 817        | 96,66        | 3 700       | 93,22       |

*sortant

### Canton de Falaise-Sud
| Candidats      | Candidats            | Étiquette      | Premier tour | Premier tour | Second tour | Second tour |
| Candidats      | Candidats            | Étiquette      | Voix         | %            | Voix        | %           |
| -------------- | -------------------- | -------------- | ------------ | ------------ | ----------- | ----------- |
|                | Claude Leteurtre*    | NC             | 1 487        | 48,37        | 1 681       | 53,20       |
|                | Hervé Maunoury       | PS             | 1 045        | 33,99        | 1 479       | 46,80       |
|                | Daniel Monnier       | FN             | 321          | 10,44        |             |             |
|                | Thierry Dubost       | PRG            | 148          | 4,81         |             |             |
|                | Marie-Claude Herboux | FASE           | 73           | 2,37         |             |             |
|                |                      |                |              |              |             |             |
| Inscrits       | Inscrits             | Inscrits       | 6 411        | 100,00       | 6 411       | 100,00      |
| Abstentions    | Abstentions          | Abstentions    | 3 269        | 50,99        | 3 141       | 48,99       |
| Votants        | Votants              | Votants        | 3 142        | 49,01        | 3 270       | 51,01       |
| Blancs et nuls | Blancs et nuls       | Blancs et nuls | 68           | 2,16         | 110         | 3,36        |
| Exprimés       | Exprimés             | Exprimés       | 3 074        | 97,84        | 3 160       | 96,64       |

*sortant

### Canton de Lisieux-1
| Candidats      | Candidats             | Étiquette      | Premier tour | Premier tour | Second tour | Second tour |
| Candidats      | Candidats             | Étiquette      | Voix         | %            | Voix        | %           |
| -------------- | --------------------- | -------------- | ------------ | ------------ | ----------- | ----------- |
|                | Bernard Aubril*       | UMP            | 1 800        | 42,48        | 2 415       | 57,84       |
|                | Olivier Truffaut      | PS             | 777          | 18,34        | 1 760       | 42,16       |
|                | Mickaël Bertaud       | FN             | 710          | 16,76        |             |             |
|                | Sabine Michaux        | EÉLV           | 444          | 10,48        |             |             |
|                | Alain Angelini        | SE             | 275          | 6,49         |             |             |
|                | Matthias Saint-Martin | FG (PCF)       | 121          | 2,86         |             |             |
|                | Patrick Comet         | PRG            | 110          | 2,60         |             |             |
|                |                       |                |              |              |             |             |
| Inscrits       | Inscrits              | Inscrits       | 9 891        | 100,00       | 9 891       | 100,00      |
| Abstentions    | Abstentions           | Abstentions    | 5 525        | 55,86        | 5 430       | 54,90       |
| Votants        | Votants               | Votants        | 4 366        | 44,14        | 4 461       | 45,10       |
| Blancs et nuls | Blancs et nuls        | Blancs et nuls | 129          | 2,95         | 286         | 6,41        |
| Exprimés       | Exprimés              | Exprimés       | 4 237        | 97,05        | 4 175       | 93,59       |

*sortant

### Canton de Lisieux-2
| Candidats      | Candidats        | Étiquette      | Premier tour | Premier tour | Second tour | Second tour |
| Candidats      | Candidats        | Étiquette      | Voix         | %            | Voix        | %           |
| -------------- | ---------------- | -------------- | ------------ | ------------ | ----------- | ----------- |
|                | Clotilde Valter* | PS             | 1 340        | 48,71        | 1 824       | 60,16       |
|                | Paul Mercier     | SE             | 986          | 35,84        | 1 208       | 39,84       |
|                | Karinne Gualbert | FG (PG)        | 287          | 10,43        |             |             |
|                | Léa Gauroy-Lasne | NPA            | 138          | 5,02         |             |             |
|                |                  |                |              |              |             |             |
| Inscrits       | Inscrits         | Inscrits       | 7 594        | 100,00       | 7 594       | 100,00      |
| Abstentions    | Abstentions      | Abstentions    | 4 695        | 61,83        | 4 400       | 57,94       |
| Votants        | Votants          | Votants        | 2 899        | 38,17        | 3 194       | 42,06       |
| Blancs et nuls | Blancs et nuls   | Blancs et nuls | 148          | 5,11         | 162         | 5,07        |
| Exprimés       | Exprimés         | Exprimés       | 2 751        | 94,89        | 3 032       | 94,93       |

*sortant

### Canton de Lisieux-3
| Candidats      | Candidats              | Étiquette      | Premier tour | Premier tour | Second tour | Second tour |
| Candidats      | Candidats              | Étiquette      | Voix         | %            | Voix        | %           |
| -------------- | ---------------------- | -------------- | ------------ | ------------ | ----------- | ----------- |
|                | Éric Lehéricy          | UMP            | 1 859        | 48,20        | 2 219       | 52,37       |
|                | Brigitte Comet-Chérel* | PRG            | 1 492        | 38,68        | 2 018       | 47,63       |
|                | Serge Loiseau          | FG (PCF)       | 506          | 13,12        |             |             |
|                |                        |                |              |              |             |             |
| Inscrits       | Inscrits               | Inscrits       | 9 495        | 100,00       | 9 493       | 100,00      |
| Abstentions    | Abstentions            | Abstentions    | 5 382        | 56,68        | 4 994       | 52,61       |
| Votants        | Votants                | Votants        | 4 113        | 43,32        | 4 499       | 47,39       |
| Blancs et nuls | Blancs et nuls         | Blancs et nuls | 256          | 6,22         | 262         | 5,82        |
| Exprimés       | Exprimés               | Exprimés       | 3 857        | 93,78        | 4 237       | 94,18       |

*sortant

### Canton de Livarot
| Candidats      | Candidats            | Étiquette      | Premier tour | Premier tour |
| Candidats      | Candidats            | Étiquette      | Voix         | %            |
| -------------- | -------------------- | -------------- | ------------ | ------------ |
|                | Sébastien Leclerc*   | DVD            | 1 596        | 60,64        |
|                | Jean-Pierre Alleaume | PS             | 450          | 17,10        |
|                | Marie Roussel        | FN             | 373          | 14,17        |
|                | Anne-Marie Bucco     | FG (PCF)       | 158          | 6,00         |
|                | Céline Marie         | PF             | 55           | 2,09         |
|                |                      |                |              |              |
| Inscrits       | Inscrits             | Inscrits       | 4 994        | 100,00       |
| Abstentions    | Abstentions          | Abstentions    | 2 285        | 45,75        |
| Votants        | Votants              | Votants        | 2 709        | 54,25        |
| Blancs et nuls | Blancs et nuls       | Blancs et nuls | 77           | 2,84         |
| Exprimés       | Exprimés             | Exprimés       | 2 632        | 97,16        |

*sortant

### Canton de Pont-l'Évêque
| Candidats      | Candidats       | Étiquette      | Premier tour | Premier tour | Second tour | Second tour |
| Candidats      | Candidats       | Étiquette      | Voix         | %            | Voix        | %           |
| -------------- | --------------- | -------------- | ------------ | ------------ | ----------- | ----------- |
|                | Yves Deshayes*  | DVD            | 1 677        | 53,12        | 2 236       | 70,20       |
|                | Christian Guiot | PS             | 404          | 12,80        | 949         | 29,80       |
|                | Rolland Ferré   | SE             | 368          | 11,66        |             |             |
|                | Benoît Horvais  | EÉLV           | 316          | 10,01        |             |             |
|                | Gérard Poulain  | DVD            | 289          | 9,15         |             |             |
|                | Gérard Gilbert  | FG (PCF)       | 103          | 3,26         |             |             |
|                |                 |                |              |              |             |             |
| Inscrits       | Inscrits        | Inscrits       | 7 805        | 100,00       | 7 807       | 100,00      |
| Abstentions    | Abstentions     | Abstentions    | 4 557        | 58,39        | 4 488       | 57,49       |
| Votants        | Votants         | Votants        | 3 248        | 41,61        | 3 319       | 42,51       |
| Blancs et nuls | Blancs et nuls  | Blancs et nuls | 91           | 2,80         | 134         | 4,04        |
| Exprimés       | Exprimés        | Exprimés       | 3 157        | 97,20        | 3 185       | 95,96       |

*sortant